# Thomas Pothacamury
Thomas Pothacamury (1889 - 1968; phiên âm khác:Thomas Pothakamuri) là một Giám mục người Ấn Độ của Giáo hội Công giáo Rôma. Ông nguyên là Tổng giám mục chính tòa Tiên khởi Tổng giáo phận Bangalore trong vòng 15 năm từ 1953 đến 1968. Trước khi lên làm tổng giám mục, ông còn đảm trách nhiều nhiệm vụ khác như Giám mục chính tòa Giáo phận Bangalore và Giám mục chính tòa Giáo phận Guntur.

## Tiểu sử
Tổng giám mục Thomas Pothacamury sinh ngày 2 tháng 9 năm 1889 tại Ravipadu, thuộc Ấn Độ. Sau quá trình tu học dài hạn tại các chủng viện theo quy định của Giáo luật, ngày 17 tháng 12 năm 1916, Phó tế Pothacamury, 26 tuổi, tiến đến việc được truyền chức linh mục.
Sau hơn 20 năm thi hành các tác vụ của một người linh mục, ngày 9 tháng 4 năm 1940, tin tức từ Tòa Thánh loan báo về cho biết Giáo hoàng đã tuyển chọn linh mục Thomas Pothacamury, 51 tuổi, gia nhập vào hàng ngũ các Giám mục trên khắc thế giới, bằng việc trao cho linh mục này nhiệm vụ làm Giám mục chính tòa Giáo phận Guntur. Lễ tấn phong cho vị giám mục tân cử được cử hành sau đó vào ngày 29 tháng 6 cùng năm., với phần nghi thúc được cử hành cách trọng thể bởi 3 giáo sĩ cấp cao. Chủ phong cho tân giám mục là Tổng giám mục Leo Peter Kierkels, C.P., Sứ thần Tòa Thánh tại Ấn Độ. Hai vị còn lại với vai trò phụ phong, gồm có Giám mục William Joseph Anthony Bouter, M.H.M., Giám mục chính tòa Giáo phận Nellore và Giám mục Domenico Grassi, P.I.M.E, Giám mục chính tòa Giáo phận Bezwada.
Tuy được chọn làm Giám mục tại Guntur, nhưng chỉ hai năm sau đó, ngày 15 tháng 10 năm 1942, Tòa Thánh đã quyết định thay đổi nhiệm sở của Giám mục Pothacamury, cụ thể chỉ định giám mục này đến Giáo phận Bangalore, làm Giám mục chính tòa. Khoảng hơn 10 năm sau đó, ngày 19 tháng 9 năm 1953, Tòa Thánh quyết định nâng cấp Giáo phận Bangalore lên hàng Tổng giáo phận, đồng thời một lần nữa tái xác nhận việc tuyển lựa Giám mục Thomas Pothacamury làm Giám mục quản lí giáo phận, với chức danh mới là Tổng giám mục chính tòa Tổng giáo phận Bangalore.
Mười lăm năm làm Tổng giám mục Bangalore của ông chấm dứt với thông báo ngày 11 tháng 1 năm 1968, rằng đã chấp thuận đơn xin từ nhiệm của ông, vì li do tuổi tác theo giáo luật. Đồng thời Tòa Thánh cũng bổ nhiệm ông làm Tổng giám mục Hiệu tòa Thimida Regia. Tổng giám mục Thomas Pothacamury qua đời không lâu sau đó vào ngày 18 tháng 5 cùng năm, thọ 79 tuổi.